# 詩麗·詩麗·若威·香卡
若威·香卡（1956年5月13日—），又名詩麗·詩麗·若威·香卡，常被暱稱為「詩麗·詩麗」、「古儒吉」大師或Gurudev。他是靈性導師，也是1981年創建的生活的藝術基金會（簡稱 AOLF）之發起人，該會旨在消解個人壓力、社會問題及暴力等。1997年，他在日內瓦創建了另一個慈善NGO組織國際人性價值協會（簡稱 IAHV），旨在投入救援工作及鄉村發展，促進全球價值共享。

## 生平
古儒吉大師生於坦米爾納德邦的帕帕納薩姆，父母是R. S. Venkat Ratnam和Visalakshi Ratnam，父親在汽車產業上班。因為他是週日出生的，所以名為「若威」，而「香卡」（Shankar）則取自18世紀的印度聖人阿迪·商羯羅（Adi Shankara）因為那天也是商羯羅的生日。據說他四歲時便能吟誦薄伽梵歌。 而他的第一位導師是舒達卡‧恰徒威迪，曾長期與甘地合作，是一位吠陀學者。古儒吉在班加羅爾大學聖若瑟學院取得科學學士的學位。。畢業後，他協同瑪赫西大師巡迴演講、安排吠陀科學研討會、設立冥想中心和阿育吠陀中心。
80年代古儒吉大師在全球各地首創一系列兼具實用和經驗基礎的靈性課程。他表示他的淨化呼吸法（一種韻律的呼吸實修）是1982年在卡納塔克邦希莫加的Bhadra河畔結束十天的噤語後「如詩般乍現的靈感」，他接著又說：「我一邊學習這種呼吸法，一邊開始教導它。」
古儒吉說每個情緒都有它對應的呼吸韻律，而調整呼吸便有助於提振及舒緩個人受苦。
1983年，古儒吉在歐洲的瑞士開辦了第一套「生活的藝術」（以下簡稱AOL）課程。1986年，他飛到美國加州的蘋果谷指導第一堂北美洲的課。

## 哲學理念及教導

### 靈性教導
古儒吉的教導指出靈性可提升諸如愛、慈悲和熱情等人類價值，且不受限於任何一種宗教或文化。因此是對所有人敞開的。他覺得我們人類身為地球一家的靈性羈絆遠比國籍、性別、宗教、職業或其他任何劃分我們的身分感都來得重要。
古儒吉認為「無壓力的社會、無病痛的身體、無顫抖的呼吸、無困惑的心智、無壓抑的理智、無創傷的記憶和無悲傷的靈魂是每個人與生俱來的權利。」
據他所說，科學和靈性相連且相容，兩者均出自一股想要知道的動力。「我是誰」這個問題導向靈性；「這是什麼」則導向科學。他強調喜悅只存在於當下，他的願景是創造一個無壓力及暴力的世界。他的課程是為了達成此一願景所提供的實修工具。他視呼吸為身心的連結，也是放鬆心智的工具，並強調冥想、靈修和服務他人的重要性。

### 淨化呼吸法
淨化呼吸法（梵語： sudarśana-kriyā）是構成AOL課程核心及「AOLF創傷舒緩計畫...基石」的「呼吸法技巧」。它先以「金剛坐姿」練習「烏加伊喉式呼吸法」及「巴斯特累卡風箱式呼吸法」，再續採「散盤」有韻律地呼吸。
多篇針對淨化呼吸法預備練習的醫療報告已在同行評審的國際期刊上登出。
這些報告羅列了諸多的身心益處，包括降低壓力層級（減少「壓力」賀爾蒙皮質醇的分泌）、增強免疫系統、舒緩焦慮及（輕中重度）憂鬱、強化抗氧化保護力、提升腦功能（增加精神集中力、平靜感、從壓力刺激中平復）和其他發現。

## 和平及人道計畫
90年代古儒吉大師發起了諸多人道計畫，並在生活的藝術基金會和各國家組織的贊助下持續運作迄今。1997年，古儒吉又創建了另一個人道組織－國際人性價值協會，旨在推展5H計畫以求鄉村地區的永續發展、復興人類價值。
2004年古儒吉基於「善意任務」出訪巴基斯坦，2012年又因伊斯蘭瑪巴德和喀拉蚩的AOL中心開幕再度重訪。伊斯蘭瑪巴德中心後又在2014年的三月被武裝男子焚燬。
2007年古儒吉應伊拉克首相努里·馬利基之邀前訪，並於2008年為全球和平重訪，會見政治和宗教領袖。2014年十一月份，古儒吉前往伊拉克艾比爾的救援營主持會議，期能解決亞茲迪及同區其他非回教徒的緊迫處境。
古儒吉也參與了信仰(間)對談，目前身兼「以利亞信仰對談研究所」的「世界宗教領袖委員會」成員。他在2008和2010年的信仰對談高峰會中擔任魅力四射的信仰領袖一角，響應對抗愛滋的集體行動。
2003年，他發起了「商業道德－企業文化與靈性」對談，旨在強化商業上的人性價值及道德。隨後又擴大為「世界商業道德論壇」的形式，旨在召開道德方面的國際會議。
1992年，他啟動了另一項監獄計畫，目的是助受刑人更生、重新融入主流社會。他底下的義工也援助了2004年的海嘯受難者、海地的卡崔娜風災罹難者及許多其他地區的衝突及天災。

## 社會運動

### 為印度的明天當義工
受到創辦人的啟發，2012年十二月5日，AOL偕同聯合國機構、NGO及民間社會發起了「為印度的明天當義工」（暫譯，原文Volunteer For a Better India，縮寫VFABI）。古儒吉呼籲：「請撥出一小時給印度。因為人們的麻木不仁，這個國家病了。年輕人必須主動為印度的明天當義工。」VFABI涉入過許多活動，包括德里輪姦案的抗議行動、設立免費的健康站、抑或激起人們登記投票的自覺。

### NONVIO運動
NONVIO是古儒吉的基金會於2013年三月份在全國發起的運動，旨在消弭暴力、鼓勵人們透過不同的社群和網路媒體宣示棄絕暴力行徑，無論是政府、公眾健康及媒體都應採取非暴力原則。
他也涉入了2011年印度反貪腐運動，要求推動《Lokpal法案》。

## 近期新書
古儒吉大師最新著作現有的中譯本有：
- 《鑽石切割師 （页面存档备份，存于）》
- 《新世紀意識覺醒 （页面存档备份，存于）》
- 《高峰之巔的聖者：古儒德夫 詩麗．詩麗．若威香卡傳記 （页面存档备份，存于）》
- 《生命力！解鎖人生密碼：當王牌律師遇見心靈大師 （页面存档备份，存于）》

## 著作
古儒吉大師著作現有的中譯本有：
- 《意識的治癒力》
- 《發現您本是和平－第一集》
- 《意識的治癒力－第二集[永久]》
- 《知道呼吸知道生命－第三集》
- 《恐懼消散疾病不在－第四集[永久]》
- 《碰觸到你的邊界－第五集》

## 註記
1. ↑  . http://www.thefamouspeople.com.   [2015-04-22]. （原始内容存档于2021-01-19）. 外部链接存在于|journal= (帮助)
2. ↑  .   [2015-04-22]. （原始内容存档于2016-05-14）.
3. ↑  .   [2015-04-22]. （原始内容存档于2015-02-25）.
4. ↑  暫譯，原題An Intimate Note to the Sincere Seeker
5. ↑  暫譯，原題God Loves Fun
6. ↑  暫譯，原題Ashtavakra Gita
7. ↑  暫譯，原題Patanjali Yoga Sutras
8. ↑  古儒、吉（ji，多加在姓名之後，相當於中文的先生、君）、詩麗或Gurudev均為敬語，通常用於稱呼印度教聖人
9. ↑  A. Salkin，炁之王 （页面存档备份，存于），《瑜伽雜誌》（原題Yoga Journal），2002。
10. ↑  . http://www.huffingtonpost.com.   [2015-04-20]. （原始内容存档于2016-07-18）. 外部链接存在于|journal= (帮助)
11. ↑  原題 International Association for Human Values
12. ↑  . http://ngo-forum-health.ch.   [2015-04-20]. （原始内容存档于2015-04-17）. 外部链接存在于|journal= (帮助)
13. ↑  . http://www.peaceunit-iahv.org.   [2015-04-20]. （原始内容存档于2016-05-14）. 外部链接存在于|journal= (帮助)
14. ↑  .   [2015-04-22]. （原始内容存档于2015-09-24）.
15. ↑  Ravi是一常見的印度名字，意思是「太陽」
16. 1 2  . 紐約時報 (紐約時報公司). 2011-04-11  [2014-09-15]. （原始内容存档于2014-10-22）.
17. 1 2  .   [2014-09-15]. （原始内容存档于2018-10-14）.
18. ↑  . 紐約時報 (Bennett, Coleman & Co. Ltd). 印度時報. 2011-03-15  [2014-09-15]. （原始内容存档于2020-09-27）.
19. ↑  .   [2015-04-22]. （原始内容存档于2015-03-19）.
20. ↑  .   [2015-04-22]. （原始内容存档于2012-06-29）.
21. ↑  . 印度時報.   [2015-04-22]. （原始内容存档于2013-10-23）.
22. ↑  Gautier，Francois。《喜悅的上師 （页面存档备份，存于）》。紐約：賀氏書屋 （页面存档备份，存于），2008年，頁36。
23. ↑  Fischman, Michael. . 摩根詹姆斯出版社（原題 Morgan James Publishing）. 2010. ISBN 978-1-60037-648-1.
24. ↑  Mahadevan, Ashok. . 讀者文摘. 2007年二月  [2009-06-05]. （原始内容存档于2007-09-29）.
25. ↑  MacGregor, Hillary E. . 西雅圖時報. 2004-10-31  [2009-06-05]. （原始内容存档于2015-04-02）.
26. ↑  . http://www.jagranjosh.com. 2011-06-29  [2015-04-22]. （原始内容存档于2020-07-01）. 外部链接存在于|journal= (帮助)
27. ↑  歷史 （页面存档备份，存于）。2011年九月7日檢索自artofliving.eu網。
28. ↑  古儒吉大師。《猛然捶門》（原題Bang on the Door）。加州聖塔芭芭拉：AOLF。1995。ISBN 1-885289-31-6
29. ↑  . Artofliving.org.   [2014-05-26]. （原始内容存档于2016-04-30）.
30. ↑  華盛頓郵報專訪 （页面存档备份，存于）。Washingtonpost.com（2007年七月5日）。2011年九月7日檢索。
31. ↑  AOLF網站的淨化呼吸法頁面 （页面存档备份，存于）。Srisri.org. 2011年九月7日檢索。
32. ↑  . 印度時報. 2003-09-09  [2015-04-23]. （原始内容存档于2014-01-07）.
33. ↑  同行評審國際期刊上登載之AOL研究報告一覽表 （页面存档备份，存于） Aolresearch.org.
34. ↑  Janakiramaiah, N; Gangadhar, BN; Naga Venkatesha Murthy, PJ; Harish, MG; Subbakrishna, DK; Vedamurthachar, A. . 躁狂抑鬱症期刊. 2000, 57 (1–3): 255–9. PMID 10708840. doi:10.1016/s0165-0327(99)00079-8. 外部链接存在于|journal= (帮助)
35. ↑  Gautier、Francois。《喜悅的上師 （页面存档备份，存于）》。紐約：賀氏書屋 （页面存档备份，存于），2008年。頁155-164。
36. ↑  「古儒吉大師」 （页面存档备份，存于），哈芬登郵報，2010年八月12日。檢索日期同。
37. ↑  巴基斯坦仍有宗教尊嚴 （页面存档备份，存于），印度時報
38. ↑  . 快報論壇新聞網. 2012-03-12  [2014-09-15]. （原始内容存档于2017-12-15）. 外部链接存在于|publisher= (帮助)
39. ↑  . Newsweek (AG Publications). Newsweek. 2014-03-10  [2014-06-25]. （原始内容存档于2021-01-26）.
40. ↑  . NBC News. 2014-03-10  [2014-06-25]. （原始内容存档于2021-04-05）.
41. ↑  AOL上師赴伊拉克談和平主張 （页面存档备份，存于）。Ibnlive.com。2011年九月7日檢索。
42. ↑  . Rediff.com. 2008-12-22  [2014-09-15]. （原始内容存档于2021-02-14）.
43. ↑  .   [2014-11-20]. （原始内容存档于2016-07-20）.
44. ↑  .   [2014-11-20]. （原始内容存档于2021-02-15）.
45. ↑  原題 Board of World Religious Leaders
46. ↑  . 以利亞信仰對談研究所.   [2013-04-30]. （原始内容存档于2015-06-29）.
47. ↑  . DNA報. 2010-09-28  [2013-07-30].
48. ↑  原題 Ethics in Business - Corporate Culture & Spirituality
49. ↑  原題 World Forum for Ethics in Business
50. ↑  . Bennett Coleman & Co. Bennett Coleman & Co. 2013-07-01  [2014-09-25]. （原始内容存档于2018-12-11）.
51. ↑  .   [2014-09-25]. （原始内容存档于2015-05-19）.
52. ↑  . 洛杉磯時報.   [2014-09-25]. （原始内容存档于2019-02-03）.
53. ↑  Walker, Andrew. . BBC News. 2008-12-24  [2015-04-26]. （原始内容存档于2020-11-09）.
54. ↑  . The Indian Express. 2007-04-30  [2015-04-26]. （原始内容存档于2018-10-05）.
55. ↑  新生活海地青年軍 （页面存档备份，存于）海地計畫
56. ↑  IBTL. . Ibtl.in. 2012-12-30  [2014-05-26]. （原始内容存档于2019-12-21）.
57. ↑  . 印度時報.   [2015-04-25]. （原始内容存档于2013-09-21）.
58. ↑  . 商務標準報. 2013-05-10  [2013-07-29]. （原始内容存档于2020-04-20）. 外部链接存在于|newspaper= (帮助)
59. ↑  . 印度時報. 2013-10-15  [2013-11-28]. （原始内容存档于2021-01-16）.
60. ↑  . Sakal時報. 2013-11-01  [2013-11-28]. （原始内容存档于2016-11-08）.
61. ↑  . 那格浦爾今日報. 2013-10-11  [2013-11-28]. （原始内容存档于2021-01-24）.
62. ↑  . 洛杉磯雜誌（原題Los Angels Magazine）. 2013-03-25  [2013-04-17]. （原始内容存档于2013-11-13）.
63. ↑  . 洛杉磯郡.   [2013-04-26]. （原始内容存档于2018-10-16）.
64. ↑  . DNA報. 2011-11-08  [2013-09-30]. （原始内容存档于2013-10-02）.
65. ↑  . 印度快報. 2011-10-09  [2013-09-30].

## 外部連結
- 官網 （页面存档备份，存于）
- 生活的藝術 台灣全國中心 （页面存档备份，存于）
- Youtube影音資料 （页面存档备份，存于）